# Kurbelwellensensor
Der Kurbelwellensensor erfasst Drehzahl und Position der Kurbelwelle. Er ist die spezielle Anwendung eines Induktionsgebers oder Inkrementalgebers, der an der Kurbelwelle z. B. eines Verbrennungsmotors eingesetzt wird. 

## Aufbau und Messprinzip
Der Sensor besteht im Wesentlichen aus Magnet und Spule. Er ist in der Regel in der Nähe des Außenrandes des Schwungrades montiert, das fest mit der Kurbelwelle verbunden ist. Das Schwungrad hat am Rand Zähne aus Stahl oder Eisen. Bei Drehung der Kurbelwelle im Kurbelwellensensor verändern sie das Magnetfeld und induzieren in seiner Spule nach dem Induktionsgesetz eine Spannung. Die Frequenz dieser Wechselspannung ist ein Maß für die Drehzahl und wird in einer Motorsteuerung als Drehzahlwert ausgewertet. Daraus wird nicht nur der Zündzeitpunkt ermittelt, sondern der Wert fließt auch in die Steuerung der Einspritzdauer und des Einspritzbeginns ein. Für die Bestimmung des Zündzeitpunktes muss der Sensor auch die Kurbelwellenstellung erkennen. Daher fehlt den Impulsrädern ein einzelner Zahn. Die Bezugsmarke ist bevorzugt der obere Totpunkt des ersten Zylinders. Durch den fehlenden Impuls kann das Steuergerät ermitteln, wann der erste Zylinder im oberen Totpunkt steht und sowohl den Zündzeitpunkt als auch die Zündreihenfolge bestimmen. Früher wurde das durch den Zündverteiler festgelegt, heute sind aber Einzelzündspulen für jeden Zylinder oder ein Zylinderpaar („Wasted Spark“) üblich, die  von der Motorelektronik angesteuert werden.
Die induzierte Spannung erreicht bei einer Drehzahl von 100 Umdrehungen pro Minute (zum Beispiel wenn der Anlasser den Motor beim Start durchdreht) 1 bis 2 Volt. Mit steigender Drehzahl steigt die Spannung proportional an. Der elektrische Widerstand der Spule liegt ungefähr bei  einem Kiloohm.